# سیسیل کاسل
سیسیل کاسل (فرانسوی: Cécile Cassel‎؛ زادهٔ ۲۵ ژوئن ۱۹۸۲) هنرپیشه و خواننده اهل فرانسه است.
از فیلم‌ها یا برنامه‌های تلویزیونی که وی در آنها نقش داشته‌است می‌توان به سر در ابرها و بارباروسا اشاره کرد.